# Phật Ca-diếp
Ca Diếp (tiếng Pāli: Kassapa), được gọi là Kāśyapa trong các kinh sách Phật giáo bằng tiếng Phạn, là vị Phật thứ ba trong số năm vị Phật của hiền kiếp (Bhaddakappe) theo tín ngưỡng Phật giáo, và cũng là vị Phật thứ sáu trong số sáu vị Phật trước Phật Thích Ca Mâu Ni, được đề cập trong các phần viết ra sớm hơn của Đại Tạng Kinh Pali.

## Cuộc đời
Đức Phật Ca Diếp sinh ra tại Benares (Varanasi), Ấn Độ. Cha mẹ của Ngài là Brahmadatta (梵德, Phạm Đức) và Dhanavatī (財主, Tài Chủ), thuộc đẳng cấp Bà-la-môn của xứ Kassapagotta.
Theo truyền thuyết, Ngài cao tới 20 cubit (khoảng 9–10 m), và Ngài sống 2.000 năm tại ba nơi khác nhau. Đó là Hamsa, Yasa và Sirinanda. (BuA.217 gọi hai nơi đầu tiên là Hamsavā và Yasavā). Vợ Ngài là Sunandā và hai người có một con trai là Vijitasena (集軍, Tập Quân).
Đức Phật Ca Diếp từ bỏ cuộc đời trần tục để chu du trong cung điện (pāsāda) của mình. Ngài tu tập khổ hạnh chỉ trong 7 ngày. Chỉ ngay trước khi đạt được giác ngộ, Ngài mới ăn một bữa ăn gồm cơm nấu nước cốt dừa từ tay vợ cũng như nhận cỏ để ngồi từ một yavapālaka tên là Soma. Cây giác ngộ của Ngài là ni câu luật đà (Ficus benghalensis, nigrodha, nigrodhassa, cây đa), và Ngài thuyết giảng bài thuyết pháp đầu tiên của mình tại Isipatana cho một tăng hội gồm 20.000 tỷ kheo.
Đức Phật Ca Diếp thị hiện song thông lực (yamaka-pātihāriya) tại gốc cây asana (Pterocarpus, giáng hương) ngoài thành Sundarnagar, Ấn Độ. Các hiền sĩ, đệ tử hàng đầu của Ngài là Tissa (提舍, Đề Xá) và Bhāradvāja (婆羅婆, Bà La Bà), còn trong số các ni cô là Anulā và Uruvelā, còn chấp sự đệ tử (thị giả tỷ kheo) là Sabbamitta (善友, Thiện Hữu). Trong số những người bảo trợ của Ngài, nổi tiếng nhất là Sumangala và Ghattīkāra, Vijitasenā và Bhaddā.
Đại Bổn kinh chép rằng trong thời của Ngài thì tuổi thọ của loài người là 20.000 năm.